# Sobekhotep VIII.
Sobekhotep VIII. war ein altägyptischer König der Zweiten Zwischenzeit. Mit Sicherheit ist er nur von zwei Denkmälern bekannt. Er erscheint in der sogenannten Königsliste von Karnak und von ihm fand sich eine Stele in Karnak, die in sein viertes Regierungsjahr datiert. Die Stele ist von besonderem Interesse, da sie eine Überschwemmung im Tempel von Karnak erwähnt und die Fürsorge des Herrschers um den Tempel zum Thema hat:

„Sobekhotep, Geliebter der großen Hapi (Nilüberschwemmung), die das ewige Leben gibt. Im vierten Regierungsjahr an den Tagen des vierten Monats der Jahreszeit Schemu, die Heriu-renpet, die unter der Schirmherrschaft dieses Gottes auf immer fortbestehen: Seine Majestät ging in die Halle dieses Tempels, um die große Überschwemmung anzuschauen. Seine Majestät kam in die Halle des Tempels, die voll von Wasser war. Seine Majestät durchwatete sie…“

Eine chronologische Einordnung des Herrschers innerhalb der Zweiten Zwischenzeit ist bisher nicht möglich. Meist wird er in die 13. Dynastie gesetzt. Kim Ryholt sieht in ihm einen Herrscher der 16. Dynastie, die er als thebanisch definiert. Nach Ryholt erscheint er auch im Turiner Königspapyrus, wo allerdings nur noch Sechemre… erhalten ist, was wiederum ein Element von Thronnamen verschiedener Herrscher der zweiten Zwischenzeit ist.